# Тіна Джордж
Тіна Джордж (англ. Tina George; нар. 5 листопада 1978, Клівленд, штат Огайо) — американська борчиня вільного стилю, дворазова срібна призерка чемпіонатів світу, срібна призерка Панамериканського чемпіонату, чемпіонка Панамериканських ігор.

## Життєпис

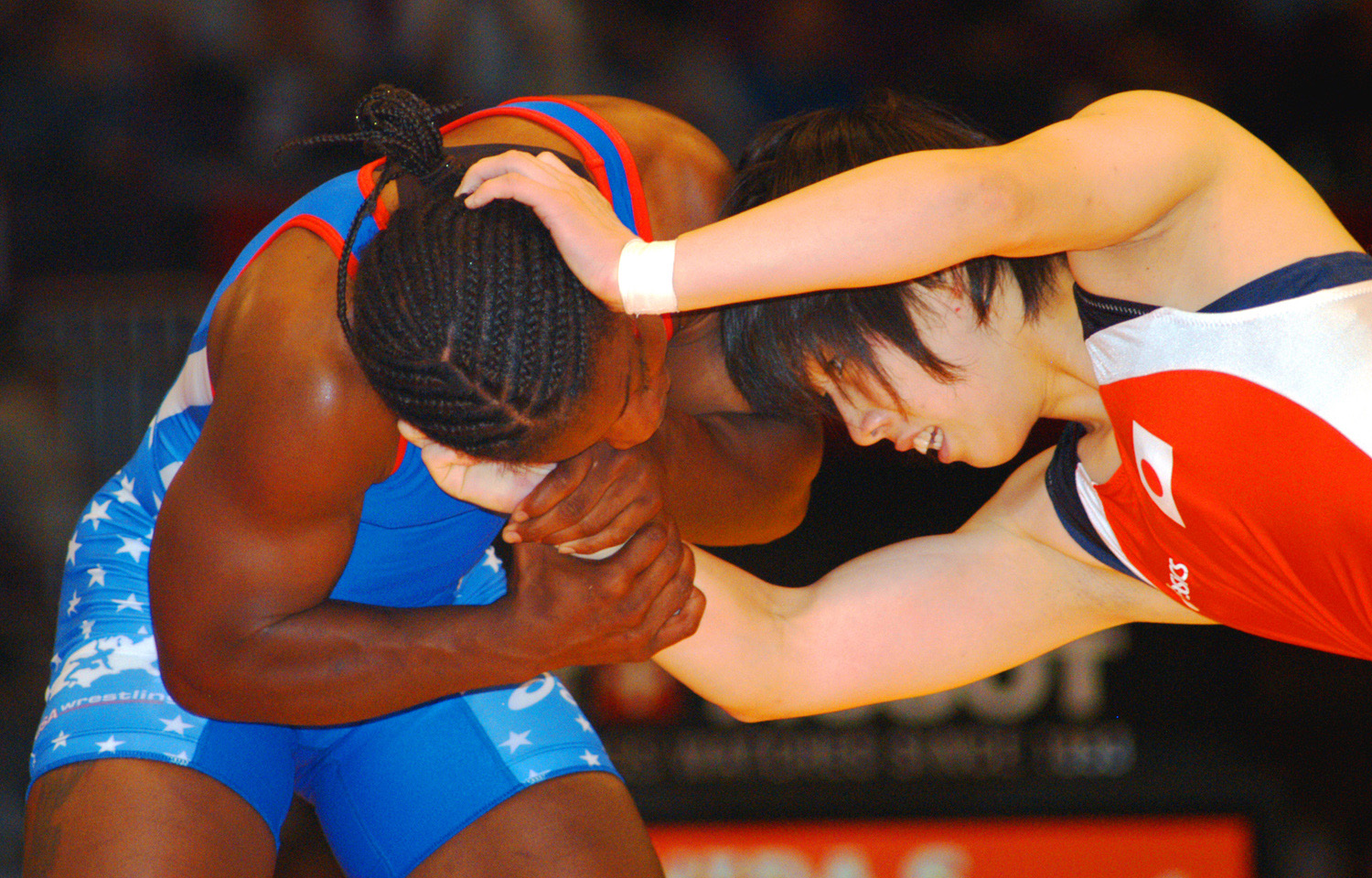
Фінал чемпіонату світу з жіночої боротьби 2003 року у ваговій категорії до 55 кг. Тіна Джордж проти Йосіди Саорі.

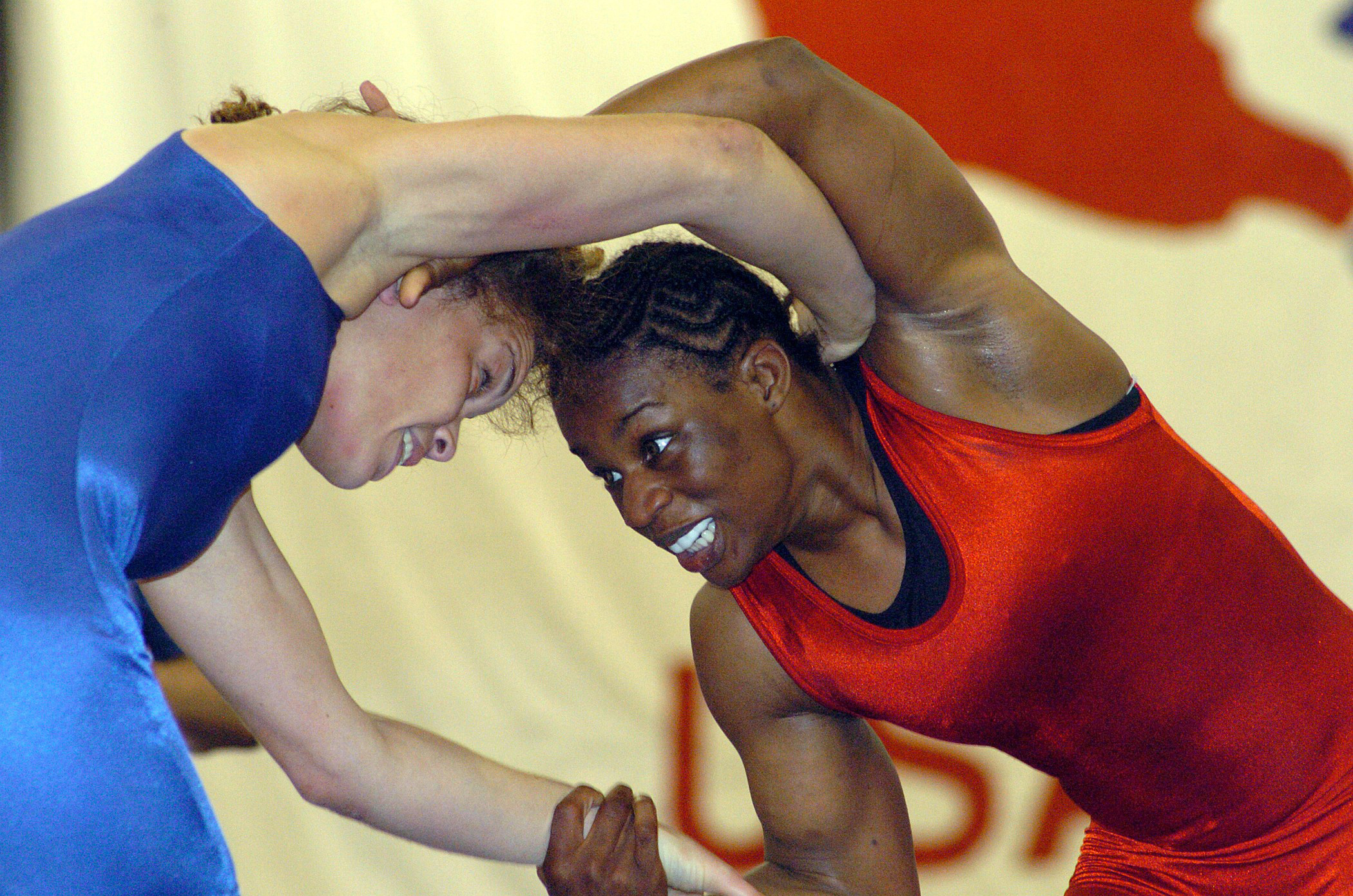
Тіна Джордж (у червоному трико) проти Лей Джейнс на чемпіонаті США у Лас-Вегасі 20 червня 2006 року.

Боротьбою почала займатися з 1996 року.
Виступала за спортивний клуб армії США. Тренер — Джейсон Лукідес.
Тіна Джордж почала виступати за збірну США і два рази ставала призеркою чемпіонатів світу ще до того, як жіноча боротьба стала олімпійським видом спорту. Пік її спортивної кар'єри прийшовся як раз на той час, коли у жіночу боротьбу у її ваговій категорії увірвалася легендарна японка Йосіда Саорі. Обидва свої фінали чемпіонатів світу Тіна Джордж програла саме їй. Перший фінал світової першості для Тіни Джордж став першим і для Йосіди, яка того року дебютувала за збірну Японії. Вигравши його японка вигравала і всі наступні дванадцять чемпіонатів світу і три Олімпіади, поступившись лише у фіналі літніх Олімпійських ігор 2016 року співвітчизниці Тіни Джордж Гелен Мароуліс. У 2008 році Тіна Джордж невдало виступила на відбіркових олімпійських змаганнях США, і незадоволена суддівством надовго покинула спорт. Після цього півтора року служила в армії США в Іраку, де була серйозно поранена, через що багато місяців ходила з медичною тростиною. У 2012 році вона повернулася на борцівський килим, щоб знову взяти участь відбіркових олімпійських змаганнях США 2012 року, але зазнавши двох поразок, зняла і залишила свої борцівки на килимі, що є виразним знаком того, що вона як борець остаточно «виходить на пенсію».

## Спортивні результати на міжнародних змаганнях

### Виступи на Чемпіонатах світу
| Змагання                        | Збірна | Вагова категорія          | Місце  |
| ------------------------------- | ------ | ------------------------- | ------ |
| Чемпіонат світу з боротьби 1998 | США    | жіноча боротьба, до 56 кг | 12     |
| Чемпіонат світу з боротьби 1999 | США    | жіноча боротьба, до 56 кг | 6      |
| Чемпіонат світу з боротьби 2000 | США    | жіноча боротьба, до 56 кг | 11     |
| Чемпіонат світу з боротьби 2002 | США    | жіноча боротьба, до 55 кг | Срібло |
| Чемпіонат світу з боротьби 2003 | США    | жіноча боротьба, до 55 кг | Срібло |
| Чемпіонат світу з боротьби 2005 | США    | жіноча боротьба, до 55 кг | 12     |
| Чемпіонат світу з боротьби 2006 | США    | жіноча боротьба, до 55 кг | 20     |

### Виступи на Панамериканських чемпіонатах
| Змагання                                   | Збірна | Вагова категорія          | Місце  |
| ------------------------------------------ | ------ | ------------------------- | ------ |
| Панамериканський чемпіонат з боротьби 2003 | США    | жіноча боротьба, до 55 кг | Срібло |

### Виступи на Панамериканських іграх
| Змагання                  | Збірна | Вагова категорія          | Місце  |
| ------------------------- | ------ | ------------------------- | ------ |
| Панамериканські ігри 2003 | США    | жіноча боротьба, до 55 кг | Золото |

### Виступи на Кубках світу
| Змагання                    | Збірна | Вагова категорія          | Місце |
| --------------------------- | ------ | ------------------------- | ----- |
| Кубок світу з боротьби 2003 | США    | жіноча боротьба, до 55 кг | 4     |
| Кубок світу з боротьби 2005 | США    | жіноча боротьба, до 55 кг | 5     |

### Виступи на інших змаганнях
| Змагання                               | Збірна | Вагова категорія          | Місце  |
| -------------------------------------- | ------ | ------------------------- | ------ |
| Міжнародний меморіал Дейва Шульца 2000 | США    | жіноча боротьба, до 56 кг | 4      |
| Міжнародний меморіал Дейва Шульца 2003 | США    | жіноча боротьба, до 55 кг | Срібло |
| Тестовий турнір FILA 2004              | США    | жіноча боротьба, до 55 кг | Золото |
| Міжнародний меморіал Дейва Шульца 2004 | США    | жіноча боротьба, до 55 кг | Золото |
| Міжнародний меморіал Дейва Шульца 2005 | США    | жіноча боротьба, до 55 кг | Золото |
| Klippan Lady Open 2005                 | США    | жіноча боротьба, до 55 кг | Золото |